# Haastia
Haastia là một chi thực vật có hoa trong họ Cúc (Asteraceae).

## Loài
Chi Haastia gồm các loài: